# 高山忠士
高山 忠士（たかやま ただし、1976年5月16日 - ）は、日本の空手家・俳優・モデル。鹿児島県出身。マネジメントはオスカープロモーション。

## 空手家としての主な略歴
1997年極真会館入門
2007年・2009年・2012年・極真館空手全日本大会　　準優勝
2013年、極真館空手全日本大会 争覇戦−72kg級　優勝　最年長獲得（当時37歳）
2014年極真館全日本争覇戦 無差別級 第4位 敢闘賞
2015年10月にロシアで開催された、極真空手界のオリンピックと言われる大会「KWU（極真世界連合）極真空手世界大会 65kg級　世界第3位　最年長入賞（当時39歳）
技能賞、敢闘賞、その他全日本上位入賞歴多数
現在は、極真武道空手連盟極真拳武會夏原道場（五反田・中延）所属

## プロフィール
調理師免許取得後、有名料亭にて本格的に日本料理を学ぶ。ふぐ調理師免許を二十歳にて取得、アスリートフードマイスター取得 
20代後半から空手を本格的に初め、30代後半で日本のトップ(世界3位)
30代後半からCMや広告モデルを始める。
41才で舞台役者デビュー。
空手家・ふぐ調理師・役者・モデル

## 出演

### TV
- 四国歩き遍路の旅 (旅チャンネル) レギュラー

- 「おくのほそ道」を全部歩く (旅チャンネル) レギュラー

### 舞台
円盤 (脚本・演出 萬浪大輔)

### PV
ポルノグラフィティ キング&クイーン 出演

### CM
- アクエリアス「渇き冬」篇
- アシェット「パンサー戦車」篇
- ANA「first travel」篇
- BMWJapan「アンチエイジング」篇
- セブンイレブン「nanaco」
- Panasonic「VIERA」・「ふだんプレミアム」
- イーライリリー「いつの間にか骨折」篇 医者役
- アカチャンホンポ「スマイルな育児を」篇・パパ役
- マーロシャンプー「ポンプミュージカル」篇
- JR西日本 ホームを歩くときは気をつけて！篇